# Церковь Архангела Михаила (Злобино)
Церковь Архангела Михаила (Михайло-Архангельский храм) — православный храм в деревне Злобино городского округа Кашира Московской области. Входит в состав Каширского благочиния Коломенской епархии Русской православной церкви.

## История

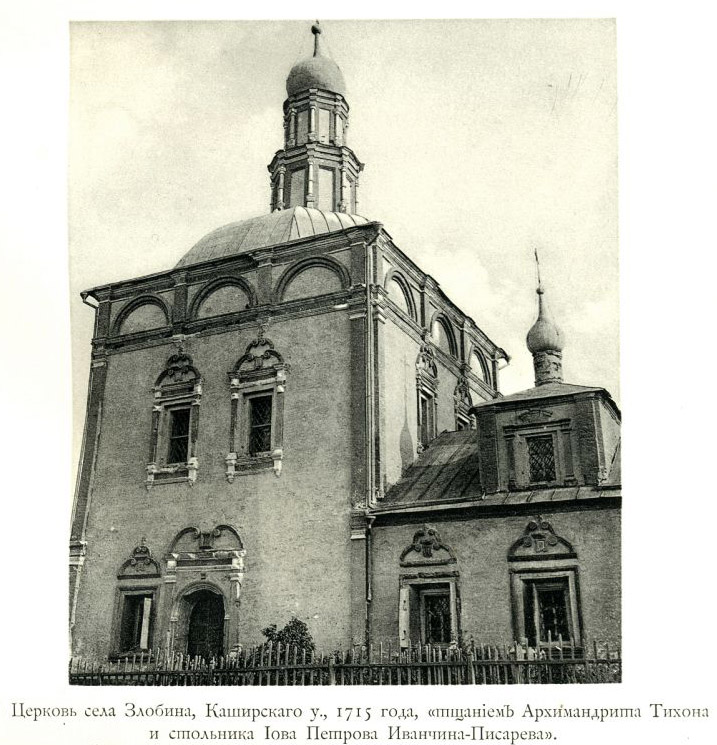
Храм на дореволюционной фотографии

Первое письменное упоминание o селе Злобино и его первом владельце, относится к 1441 году, когда великий московский князь Василий Васильевич II Темный за ратные заслуги пожаловал эти земли Семёну Писареву. К XVI веку в селе уже стояли две деревянные церкви: Архангела Михаила и святой мученицы Параскевы Пятницы, о чём в писцовых книгах Тульской губерни 1578 и 1579 годов есть запись: «Да в селе же церковь Михаила Архангела, древеная, клетцки, да другая церковь Пятница св., древеная, клетцки, стоят на царя и великого князя земле».
В 1715 году семья Писаревых: стольник Иов Иванович Писарев и настоятель Спасского Ярославского монастыря — архимандрит Тихон (Писарев) возвели в Злобино новый каменный храм Архангела Михаила: одноглавая церковь с трапезной и ярусной колокольней. В храме было два придела: Иакова, брата Господня (устроитель его местный помещик Яков Иванович Басаргин) и Иоанна Воина (устроитель — Пётр Дмитриевич, также местный помещик, благотворитель храма). Особо чтимыми в приходе иконами были Черниговской Божией Матери и Святого Чудотворца Николая.
Храм пережил Октябрьскую революцию, но в советские годы гонения на церковь подверглась разграблению. Её здание использовали под колхозное зернохранилище, рядом был устроен крытый зерновой ток и телятник. Впоследствии храм был заброшен и находился в очень плохом состоянии. 25 октября 1991 года, после распада СССР, здание храма передано Церкви и началось его восстановление, которое окончательно не завершилось по настоящее время.
Храм действующий. Его настоятелем с 5 марта 2018 года является иеромонах Амвросий (Симановский).